# Crossminton
Crossminton ist ein Rückschlagspiel. Vor dem 1. Januar 2016 lautete die offizielle Bezeichnung des Spiels Speed Badminton. Das Spiel verbindet Elemente der etablierten Sportarten Badminton, Squash und Tennis zu einer neuen Sportart, die mittlerweile weltweit gespielt wird. Der Spielfelduntergrund ist nicht festgelegt, sodass beispielsweise auf Tennisplätzen, Straßen, Sandflächen, Wiesen und in Hallen gespielt werden kann. Beim Crossminton gibt es kein Netz in der Mitte. Das Spielfeld besteht aus zwei Quadraten, die sich im Abstand von 12,8 m gegenüberliegen. Die Seitenlänge eines Quadrates beträgt 5,50 m. Mittlerweile finden weltweit Crossminton-Turniere statt, die von einer immer größer werdenden Zahl von Vereinen ausgerichtet werden. Am 26. und 27. August 2011 fand zum ersten Mal eine Crossminton (damals Speed Badminton) -Weltmeisterschaft statt. Im Zuge dieser Veranstaltung wurde der Weltverband, die International Speed Badminton Organisation (ISBO) – jetzt International Crossminton Organisation (ICO) – gegründet.

## Ausrüstung

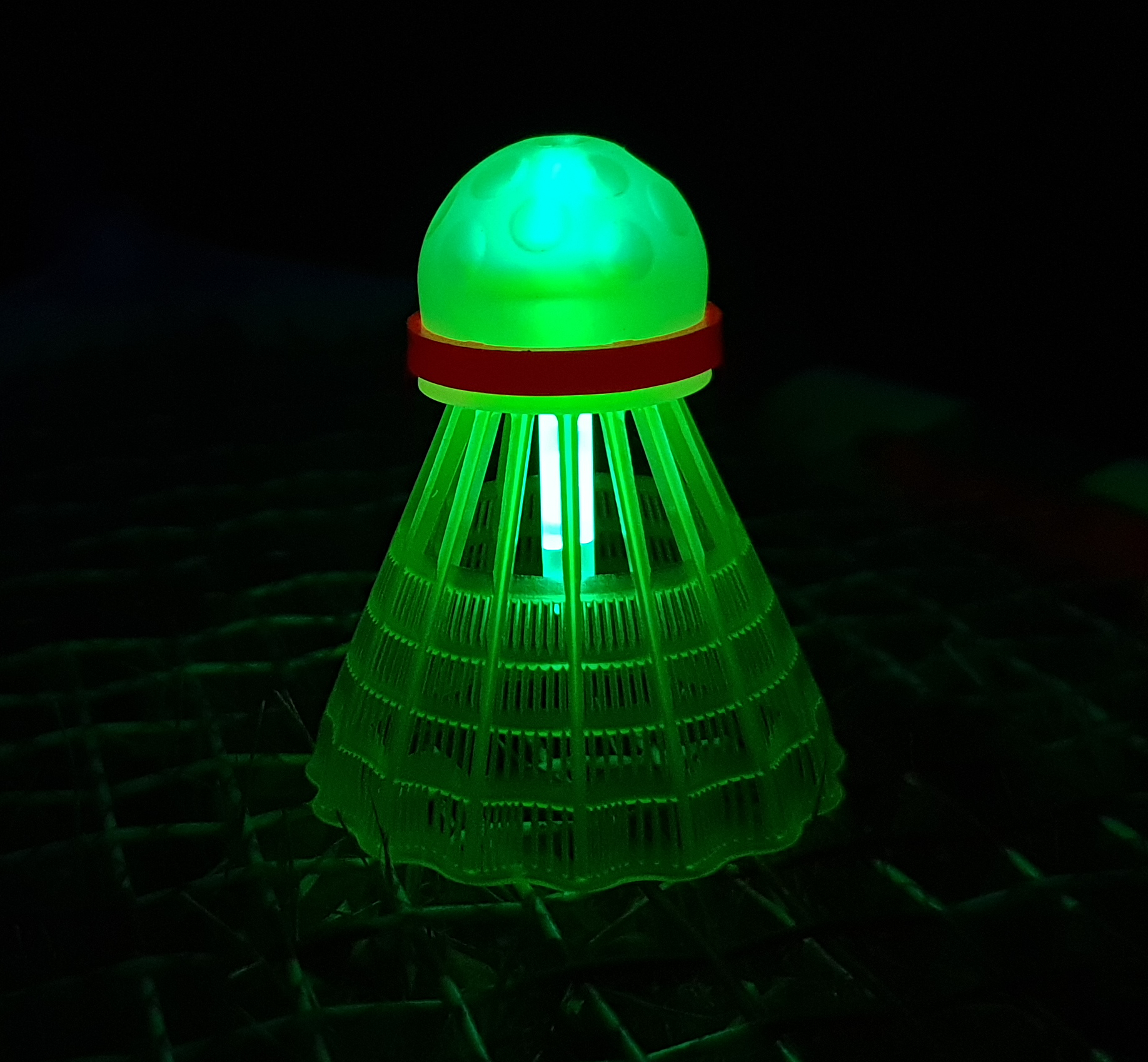
Night Speeder mit Knicklicht

Jeder der beiden Spieler benötigt einen Schläger. Diese ähneln denen beim Squash, sind aber eigens hergestellte Crossminton-Schläger. Alle Schläger haben eine Länge von 58 bis 60 cm und variieren in Material und Bespannung. Gespielt wird mit sogenannten Speedern. Durch ein gegenüber herkömmlichen Kunststofffederbällen erhöhtes Gewicht und verkürztes Flugkleid sind diese windstabiler, so dass sie bis zur Windstärke 4 einsetzbar sind. Zudem haben sie einen geringeren Luftwiderstand, wodurch sie schneller und weiter fliegen als Badmintonbälle.
| Speeder-Typ   | Flugstrecke | Geschwindigkeit |
| ------------- | ----------- | --------------- |
| Fun Speeder   | 5–20 m      | bis zu 260 km/h |
| Match Speeder | 10–30 m     | bis zu 290 km/h |
| Night Speeder | 10–30 m     | bis zu 290 km/h |
| Cross Speeder | 20–40 m     | bis zu 300 km/h |
| Heli Speeder  | 5–10 m      | bis zu 180 km/h |

## Geschichte
Der Berliner Bill Brandes erfand im Jahr 2001 die ersten Grundzüge der Spielidee und die dafür notwendigen Bälle. Auf der Grundlage dieser Idee entwickelte die Firma Speedminton GmbH das heutige Crossminton. Die Sportart entspringt der Idee des Erfinders, Badminton auch draußen, ohne Netz, spielen zu können. Hierfür entwickelte er einen kleineren und etwas schwereren Ball (heute Speeder). Die Ähnlichkeit des Spiels zu Badminton ist nur noch rein technisch vorhanden. Die Spielweise grenzt sich offensichtlich von anderen Racketsportarten ab (kein Netz, auseinanderliegende Felder etc.) und kann somit nicht als Variante des Badminton, sondern eher als eigene Sportart angesehen werden.

### Umbenennung der Sportart
Da die Bezeichnung einer Sportart nicht identisch mit einem Markennamen (Speedminton) sein darf, wurde die Sportart zunächst Speed Badminton genannt. Nach zunehmender Kritik u. a. von Badminton-Verbänden wurde schließlich der Name Crossminton gewählt und zum Januar 2016 eingeführt.

## Die Spielregeln

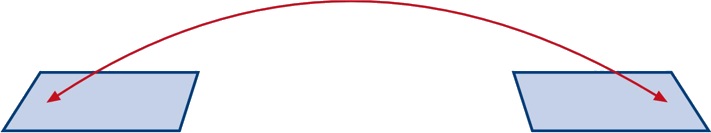
Grafik eines Crossminton-Courts

Das Spielfeld besteht aus zwei Quadraten, die jeweils 5,5 × 5,5 m betragen und einen Abstand von 12,8 m haben. Dieser Abstand entspricht dem Abstand der T-Linien auf einem Tennisspielfeld, die 5,5 m entsprechen der halben Breite eines Tennisplatzes. Hierbei wird mit einem sogenannten Match Speeder gespielt. Bei den Jugendlichen (bis 14 Jahre) wird auf 8,80 m Abstand gespielt und dies mit dem sogenannten Fun Speeder. Beide Spielvarianten werden ohne Netz gespielt.

### Spielsatz
Ein Spielsatz endet mit 16 Gewinnpunkten. Bei 15:15 geht der Satz in die Verlängerung, wobei zum Sieg zwei Punkte Vorsprung nötig sind. Ein Match geht grundsätzlich über zwei Gewinnsätze.

### Aufschlag

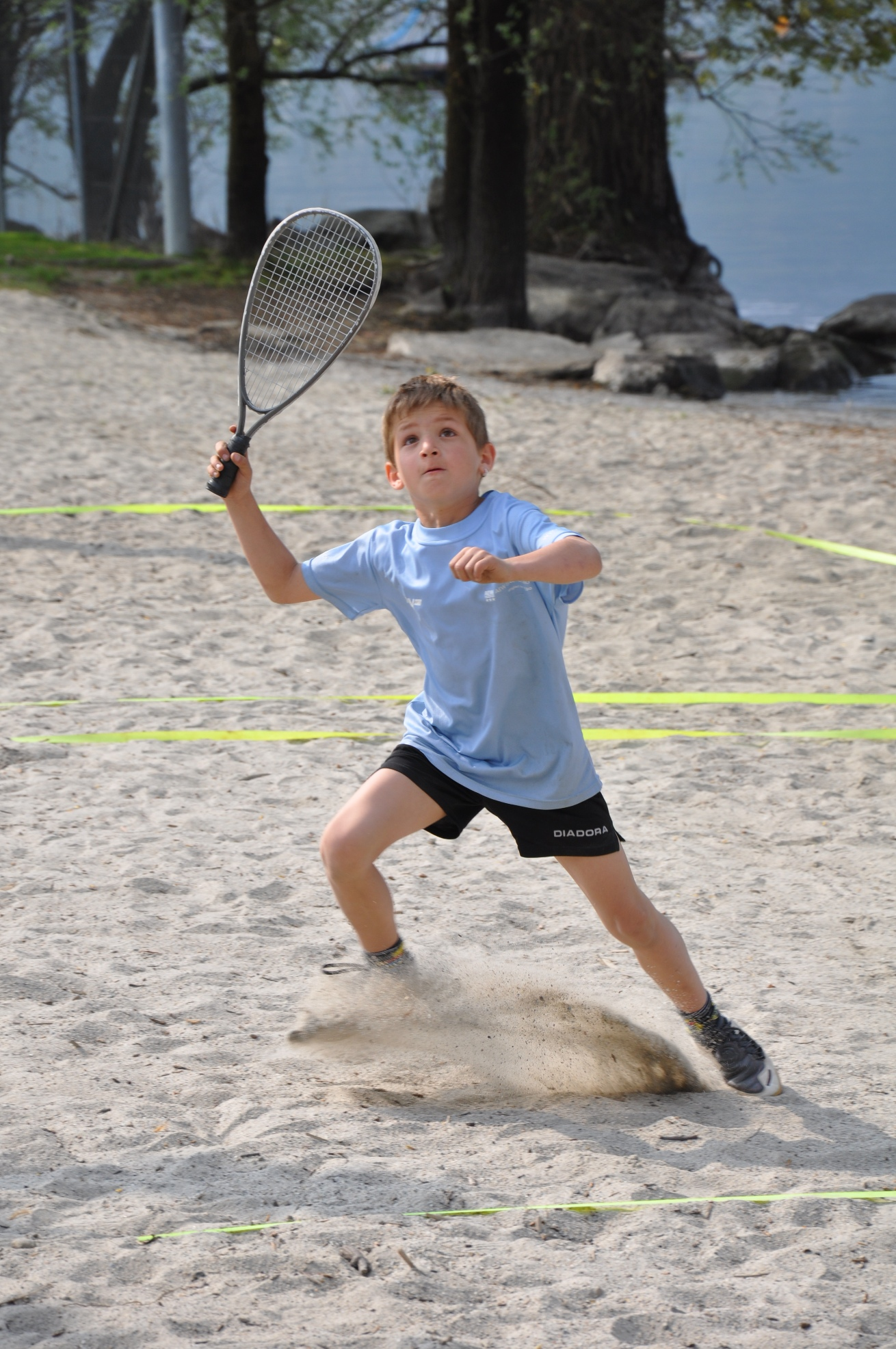
Ein Kind bei einem Crossminton-Spiel

Das Recht des ersten Aufschlags und die Wahl der Seite wird in der Regel durch das Werfen einer Münze entschieden. Aufgeschlagen wird im Block mit drei Aufschlägen pro Spieler. Jeder gespielte Ballwechsel punktet. Beim Gleichstand von 15:15 wechselt das Aufschlagsrecht nach jedem Punkt. Der Aufschlag erfolgt in einem gedachten Aufschlagrechteck, das über die gesamte Breite des Courts geht und 3 m hinter der vorderen, sogenannten Angriffslinie beginnt. Hierbei ist die Position in dem Aufschlagfeld egal. Die Aufschlagslinie darf mit keinem Teil der Füße überquert werden. Der Aufschlag muss von unten ausgeführt werden. Die genaue Regel heißt hier: Im Moment des Treffpunktes muss der Speeder unter der schlägerführenden Hand geschlagen werden. Den ersten Aufschlag des nächsten Satzes hat derjenige, der im vorherigen Satz verloren hat.

### Punktgewinn
Jeder Ballwechsel wird gezählt, sofern er nicht wiederholt werden muss. Gepunktet wird, wenn
- kein vorschriftsmäßiger Aufschlag gelingt,
- der Speeder den Boden oder die Decke berührt,
- der Speeder im Spielfeld landet und nicht retourniert werden kann, wobei die Linien zum Spielfeld gerechnet werden,
- der Speeder im „Aus“ landet,
- der Speeder zweimal hintereinander geschlagen wird,
- der Speeder den Körper berührt.

Wird ein Speeder außerhalb des Spielfeldes weitergespielt, gilt er als angenommen.

### Seitenwechsel
Nach jedem Satz wird die Seite gewechselt, um die Chancengleichheit hinsichtlich Wind- und Lichtverhältnissen zu gewährleisten. Sollte es zu einem Entscheidungssatz kommen, werden die Seiten nach jeweils sechs gespielten Punkten gewechselt.

### Doppel
Beim Doppel stehen beide Spieler eines Teams in einem einzelnen Court.

#### Aufschlag beim Doppel
Das Los entscheidet, welches Paar den ersten Aufschlag hat. Der Aufschläger hat (wie im Einzel) drei Angaben in Folge. Der Aufschläger ist der Rückraumspieler. Der Partner muss daher beim Aufschlag dringend vor dem Aufschläger stehen. Während des Ballwechsels muss sich Rückraumspieler im Moment des Treffpunktes zwingend vor seinem Partner, dem Angriffsspieler, befinden (dies wird durch die Fußposition der Spieler entschieden). Zwischen den Spielern wechselt das Aufschlagrecht. Wenn alle vier Spieler aufgeschlagen haben, serviert wieder der erste Aufschläger. Den ersten Aufschlag des nächsten Satzes hat diejenige Partei, die im vorherigen Satz verloren hat.

### Varianten

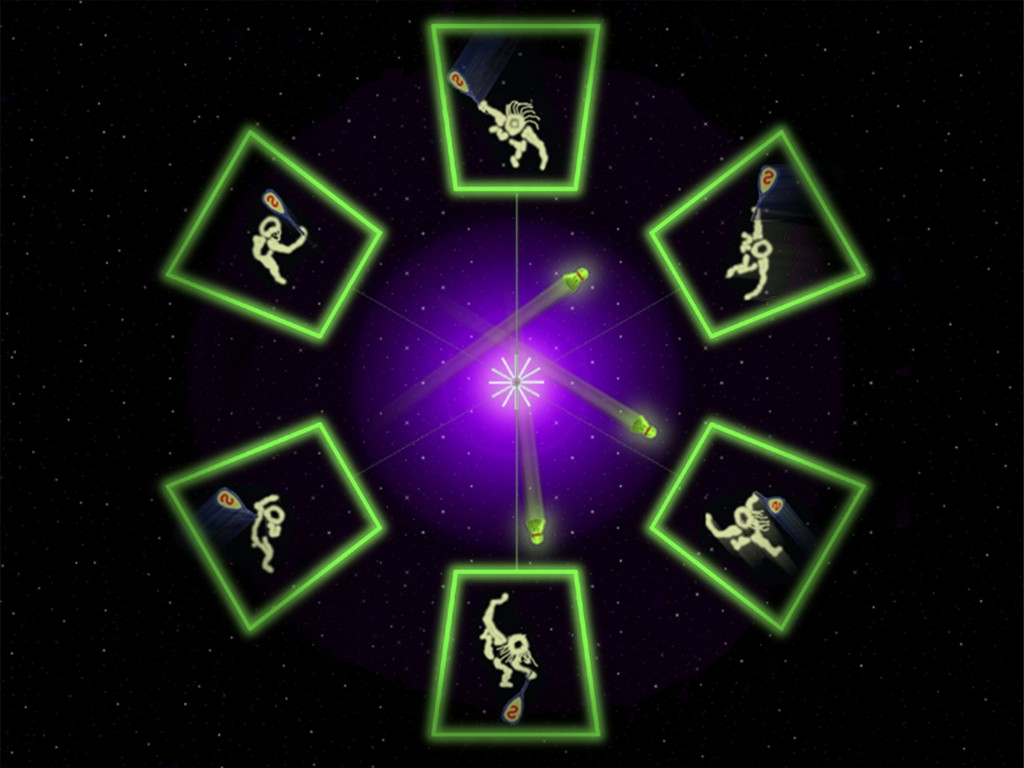
Schema eines Blackmintonspiels mit 6 Spielern (Draufsicht)

Crossminton kann unter freiem Himmel oder in der Halle gespielt werden. Das Spielfeld kann einfach aufgemalt oder abgesteckt werden. Alternativ kann ein mobiles Spielfeld benutzt werden. „Funplay“ wird eine Variante genannt, bei der es – ähnlich wie beim Federball – nur darum geht, den Ball möglichst lange im Spiel zu halten. Crossminton bei Nacht bzw. in einer dunklen Umgebung heißt Blackminton. Es gibt eine Blackminton Variante, bei der die Spieler Leuchtbänder tragen. Eine aufwändigere Variante von Blackminton funktioniert mit UV-Licht-Lampen, bei der das Spielgerät, Feld und Spieler durch die Benutzung von fluoreszierenden Materialien und Farben kenntlich gemacht werden. Bei beiden Blackminton-Varianten werden die dafür verwendeten, speziellen Bälle (Night Speeder) mit so genannten Speedlights, ähnlich Knicklichtern beim Angeln, die in die Ballkappe gedrückt werden, zum Leuchten gebracht.

## Vereine und Verbände

### Deutschland
In Deutschland gibt es eine erste und zweite Bundesliga, in der Wettspiele ausgetragen werden.
In nahezu allen Bundesländern Deutschlands existieren Crossminton-Vereine, -Abteilungen und -Spielertreffs. Derzeit sind über 40 Vereine beim Deutschen Crossminton Verband als Mitglied registriert. Nachfolgend findet sich eine Übersicht zu bekannten Crossminton-Vereinen, -Abteilungen und -Spielertreffs in den einzelnen Bundesländern:
| Baden-Württemberg - Bonländer Speeders e. V. (in Filderstadt) - Karlsruher TV e. V. - Speedknights Heidelberg e. V. - TV Busenbach e. V. - SpeedLakers Überlingen e. V. - DJK Ebingen e. V. Bayern - Speedlights München e. V. - Haispeeder Würzburg - Knightspeeder Nürnberg - Fürsty Speeders e. V. (in Fürstenfeldbruck) - TSV 1860 Wonfurt - TSV Poing e. V. - Turngemeinde Zell von 1862 e. V. - Speedminton Club Europäisches Patentamt Berlin - Speedminton Gekkos Berlin e. V. - Sport und Freizeit in Wilmersdorf e. V. - Füchse Berlin - 1. Berliner Speedminton-Club 2003 Lucky Smash e. V. Bremen - 1. Bremer Speed Badminton Club e. V. Moskitos Hamburg - Elbspeeders e. V. - SC Nienstedten Hessen - Racketoon Crossminton Schauenburg e. V. - Speedminton Umstadt-Geckos e. V. - Speedminton Gekkos MH Laubach e. V. Niedersachsen - WOB Speeders des VfR Eintracht Nord e. V. Wolfsburg - Rabbits Buxtehude des Postsportverein Buxtehude e. V. - Heidjer Speeder Faßberg - Falcons Göttingen der Turn- und Sportvereinigung von 1861 Göttingen e. V. - Time Sports e. V. Hessisch Oldendorf - Turngemeinschaft Ardorf e. V. - SV Buxtehude | Nordrhein-Westfalen - Speeding Spiders Oberberg e. V. - Kölner Speed Badminton Verein 2010 e. V. - Freier Sportverein 1898 Dortmund e. V. - TV Deutsche Treue Wiescherhöfen 1905 e. V. (in Hamm) - Turn- und Wassersportverein Bockum-Hövel 08 e. V. (in Hamm) - Kölner Bucht Speedkrebse (in Brühl) - SSV Happerschoß (in Hennef) - Sportfreunde Vollmerhausen e. V. (in Gummersbach) - Goldenberger Turnverein 1892 e. V. (in Remscheid) - Speed Lions Düsseldorf e. V. - SV Rot-Weiß Bonn-Röttgen e. V. - Sportverein Blau-Weiß Aasee Rheinland-Pfalz - Eifelgekkos e. V. (in Hillesheim) - Wingert-Gekkos Speed Badminton-Club VG-Deidesheim - Speed Badminton-Club SC Hümmerich - Village Speedys SÜW des ASV Gleiszellen-Gleishorbach e. V. - Speed Panthers e. V. - Tus Arweiler Saarland - Saarspeeder des BSC Fischbach e. V. (in Quierschied) Sachsen - Erzgebirgs-Speedys des BV-Marienberg - Speedminton Red Devils des MSV Bautzen 04 e. V. - Neissespeeder 09 des Niederschlesischen Athletenclubs (NSAC) Görlitz e. V. - Speed Bats Dresden der SG DVB e. V. - Speedfighters Dresden des USV TU Dresden e. V. - Sportgemeinschaft Dresdner Verkehrsbetriebe e. V. - Hoywoy Red Witches – BV Hoyerswerda 1960 e. V. - Blue Stone Speeders – TSV Niederoderwitz - Sport- und Ballspielclub Plauen e. V. (SpuBC) Sachsen-Anhalt - Tennisclub Weißenfels e. V. Schleswig-Holstein - TSV Husum 1875 e. V. - TSV RW Niebüll Thüringen - "Smoking Rackets" Crossminton Club VSG 70 Bad Frankenhausen e. V. |

### Österreich
In Österreich gibt es aktuell erst einzelne wenige Crossminton-Vereine, -Abteilungen und -Spielertreffs. Nachfolgend findet sich eine Übersicht zu bekannten Crossminton-Vereinen, -Abteilungen und -Spielertreffs in den einzelnen Bundesländern:
- Crossmintonverein Hausruck Hornets

Graz
- Speeders Graz

Wien
- Speeders Wien (Verein zur Ausübung der Sportart Speedbadminton)

### Italien
In Südtirol besteht der erste Crossminton-Verein Italiens:
Bozen
- ASG Speedeagles Südtirol

Im Januar 2014 veranstaltete die Amateursportgruppe der Speedeagles in Bozen mit dem „ISBO Speed Badminton South Tyrol Open“ den ersten Südtiroler und zugleich gesamtstaatlichen Wettbewerb.

### Schweiz
Aargau
- Gekkos Aarau

Basel-Stadt
- Jumping Speeders

Luzern
- Speed Badminton Club Luzern

Thurgau
- Sun Speeders Kreuzlingen

Zürich
- Zürich Speeders

St. Gallen
- Rheintal Speeders